# Zett (Zeitung)
Zett oder auch Z ist eine Südtiroler Sonntagszeitung mit Sitz in Bozen. Die Erscheinungsweise ist wöchentlich. Sie wird von Athesia Druck mit Die ganze Woche (ehemals Volksbote) herausgegeben. Chefredakteur ist Lukas Benedikter. 1996 hatte die Zeitung eine Auflage von 24.650 Exemplaren.
Von 1989 bis 1995 war der Sportjournalist Egon Theiner verantwortlicher Sportredakteur. 1990 wurde Toni Ebner erster Chefredakteur der Zett. Von 1991 bis 1995 war der Journalist  und Politiker Elmar Pichler Rolle Chefredakteur.